# Delcambre
Pour les articles homonymes, voir Delcambre (homonymie).
Delcambre est un bourg de Louisiane situé à cheval sur les paroisses civiles d'Ibérie et de Vermilion. Le canal Delcambre, également connu sous le nom de "Bayou Carlin", traverse la localité et constitue la principale ressource pour l'industrie locale de la pêche.

## Histoire
Le territoire sur lequel se situe actuellement Delcambre a été colonisé par les Cadiens dès le milieu du XVIIe siècle. Aujourd'hui, 24,2% de la population parle encore le français cadien à la maison.
En juin 2007, le conseil municipal de Delcambre passa une ordonnance interdisant le sagging en public.